# Atletica leggera ai XVIII Giochi del Mediterraneo - Lancio del giavellotto maschile
Il concorso del lancio del giavellotto maschile ai XVIII Giochi del Mediterraneo si è svolto il 30 giugno 2018 presso l'Estadio de Atletismo de Campclar di Tarragona.

## Calendario
| Data      | Ora   | Turno  |
| --------- | ----- | ------ |
| 30 giugno | 19:30 | Finale |

## Risultati
| Class.  | Nome              | Nazione              | #1    | #2    | #3    | #4    | #5    | #6    | Risultato | Note |
| ------- | ----------------- | -------------------- | ----- | ----- | ----- | ----- | ----- | ----- | --------- | ---- |
| Oro     | Nicolás Quijera   | Spagna               | 71.58 | 67.75 | 73.01 | 75.13 | x     | x     | 75.13     |      |
| Argento | Roberto Bertolini | Italia               | 70.80 | 73.58 | x     | x     | 68.91 | 74.81 | 74.81     |      |
| Bronzo  | Dejan Mileusnić   | Bosnia ed Erzegovina | 60.23 | 68.99 | 70.85 | 71.48 | 71.95 | 66.59 | 71.95     |      |
| 4       | Emin Öncel        | Turchia              | 70.06 | 70.90 | 70.64 | 71.85 | x     | 71.38 | 71.85     |      |
| 5       | Fatih Avan        | Turchia              | 69.94 | 70.29 | 71.59 | 71.71 | x     | 66.45 | 71.71     |      |
| 6       | Lukas Moutarde    | Francia              | 62.14 | 66.03 | 66.05 | 66.15 | 66.07 | 69.59 | 69.59     |      |
| 7       | Maged Amer        | Egitto               | 65.95 | 57.19 | 68.48 | 60.99 | 68.86 | 64.27 | 68.86     |      |
| 8       | Odei Jainaga      | Spagna               | x     | 63.51 | 63.28 | 60.67 | 62.77 | x     | 63.51     |      |
| 9       | Victor Vernède    | Francia              | x     | x     | 62.50 |       |       |       | 62.50     |      |